# Редбриџ
Градска општина Редбриџ (енгл. London Borough of Redbridge) је лондонска општина у северноисточном Лондону, у Енглеској. Позната је по награђиваним парковима и отвореним просторима, одличним транспортним везама и доста продавница.
Редбриџ има популацију од преко 250.000 становника. Различитост се може приметити по ресторанима, просторима за изласке и куповину.
Административно седиште општине је код Редбриџ Таун Хола у Илфорду. Локалну власт има Веће градске општине Редбриџ.

## Важна места

### Библиотеке
Постоји 13 библиотека у Редбриџу.
Библиотеке су: 
- Библиотека Алдерсбук
- Библиотека Клејхол
- Библиотека Фулвел крос
- Библиотека Гантс Хил
- Библиотека Гудмејс
- Библиотека Хејнхолт
- Централна библиотека Редбриџа
- Библиотека Кејт Ексон
- Библиотека Седам краљева
- Библиотека Саут Вудфорд
- Школска библиотека Апхол
- Библиотека Вонстед
- Библиотека Вудфорд Грин

## Демографија
Редбриџ је етнички разноврсна општина. Ипак постоји велика подљеност на север и запад; у јужном делу општине, укључујући Илфорд, живи много страног небританског становништва, док је ситуација углавном обрнута на северној страни. 